# Zawada (Orzesze)
Zawada – dzielnica Orzesza na jego zachodnim krańcu. Od północy graniczy z Jaśkowicami, natomiast od zachodu z Bełkiem.

## Historia
Dawna wieś rycerska, którą wymienia się w dokumentach po raz pierwszy w 1517 r. Pierwszym znanym właścicielem Zawady był Jerzy Zawadzki z Polanki. Kolejnymi właścicielami byli: Mateusz Skrzyszowski, Heinrich Holly, Mikołaj Wypler z Gardawic. W 1715 r. panami wioski zostali Góreccy z Kornic, a po nich Josef Kalkreuth z żoną Zofią. W 1838 r. Zawadę kupił Franz Winkler. W 1868 r. powstała szkoła podstawowa, która działała do 2004 r. Od 1999 r. działa w budynku Gimnazjum nr 2 im. Stanisława Ligonia. 
Zawada stała się integralną częścią Orzesza 1 stycznia 1956 w związku z nadaniem gromadzie Orzesze statusu osiedla (18 lipca 1962 Orzesze otrzymało status miasta).
W latach 80. XX w. rozpoczęto budowę kościoła pod wezwaniem Przemienienia Pańskiego, który został poświęcony w 1990 r.

## Transport
Przez Zawadę przechodzi nieczynna już linia kolejowa Orzesze - Wodzisław Śląski (znajdował się tutaj przystanek Orzesze Zawada) oraz Droga wojewódzka nr 925 (Rybnik – Orzesze – Ruda Śląska – Bytom). 
Podczas plebiscytu w 1921 r. 367 osób głosowało za Polską, a 94 za Niemcami.